# Llista de pintors xinesos
La següent és una llista de pintors i cal·lígrafs xinesos:
| pinyin                 | Wade-Giles         | nom en xinès tradicional | nom en xinès simplificat | Dates                                 | Notes |
| ---------------------- | ------------------ | ------------------------ | ------------------------ | ------------------------------------- | --- |
| An Zhengwen            | An Cheng-wen       | 安正文                   | 安正文                   | dinastia Ming                         | |
| Biān Jǐngzhāo          | Pien Ching-chao    | 邊景昭                   | 边景昭                   | dinastia Ming                         | |
| Biān Shòumín           | Pien Shou-min      | 邊壽民                   | 边寿民                   | 1684–1752                             | |
| Cao Buxing             | Ts'ao Pu-hsing     | 曹不興                   | 曹不兴                   | segle III                             | |
| Cáo Xuěqín             | Ts'ao Hsueh-ch'in  | 曹雪芹                   | 曹雪芹                   | 1715–1763                             | Autor famós |
| Cao Zhibai             | Ts'ao Chih-pai     | 曹知白                   | 曹知白                   | 1272–1355                             | |
| Chang Shuhong          | Ch'ang Shu-hung    | 常書鴻                   | 常书鸿                   | 1904–1994                             | |
| Cheng Ji               | Ch'eng Chi         | 程及                     | 程及                     | 1912–2005                             | |
| Chén Chún              | Ch'en Ch'un        | 陳淳                     | 陈淳                     | 1483–1544                             | |
| Chen Daofu             | Ch'en Tao-fu       | 陳道復                   | 陈道复                   | 1480–1544                             | |
| Chen Hong              | Ch'en Hung         | 陳閎                     | 陈闳                     | dinastia Tang                         | |
| Chén Hóngshòu          | Ch'en Hung-shou    | 陳洪綬                   | 陈洪绶                   | 1598–1652                             | |
| Chén Jìrú              | Ch'en Chi-ju       | 陳繼儒                   | 陈继儒                   | 1558–1639                             | |
| Chen Lin               | Ch'en Lin          | 陈琳                     | 陈琳                     | dinastia Yuan                         | |
| Chen Lu                | Ch'en Lu           | 陳錄                     | 陈录                     | dinastia Ming                         | |
| Chén Róng              | Ch'en Jung         | 陳榮                     | 陈荣                     | 1235–1262                             | |
| Chen Yifei             | Ch'en I-fei        | 陳逸飛                   | 陈逸飞                   | 1946–2005                             | També un Dissenyador de Moda i Director de Pel·lícules, germà de Chen Yiming                                                     |
| Chen Zhifo             | Ch'en Chih-fo      | 陳之佛                   | 陈之佛                   | 1896–1962                             | |
| Cheng Jiasui           | Ch'eng Chia-sui    | 程嘉燧                   | 程嘉燧                   | 1565–1643                             | |
| Cheng Shifa            | Ch'eng Shih-fa     | 程十髮                   | 程十发                   | 1921–2007                             | |
| Chéng Zhèngkuí         | Ch'eng Cheng-k'ui  | 程正揆                   | 程正揆                   | 1604－1670                            | |
| Chéng Suì              | Ch'eng Sui         | 程邃                     | 程邃                     | 1605–1691                             | |
| Cuī Zǐzhōng            | Ts'ui Tzu-chung    | 崔子忠                   | 崔子忠                   | ? - 1644                              | [ 1 ] |
| Cuī Bái                | Tsui Po            | 崔白                     | 崔白                     | dinastia Song                         | |
| Dài Jìn                | Tai Chin           | 戴進                     | 戴进                     | 1388–1462                             | |
| Dai Xi                 | Tai Hsi            | 戴熙                     | 戴熙                     | 1801–1860                             | |
| Dài Xuézhèng           | Tai Hsüeh-cheng    | 戴學正                   | 戴学正                   | 1915–1983                             | |
| Dèng Shírú             | Teng Shih-ju       | 鄧石如                   | 邓石如                   | dinastia Qing                         | |
| Dīng Guānpéng          | Ting Kuan-p'eng    | 丁觀鵬                   | 丁观鹏                   | dinastia Qing                         | |
| Ding Yunpeng           | Ting Yün-p'eng     | 丁云鵬                   | 丁云鹏                   | 1547–1628                             | |
| Dǒng Qíchāng           | Tung Ch'i-ch'ang   | 董其昌                   | 董其昌                   | 1555–1636                             | |
| Dǒng Yúan              | Tung Yüan          | 董源                     | 董源                     | c.934 - c.962                         | |
| Du Jin                 | Tu Chin            | 杜堇                     | 杜堇                     | dinastia Ming                         | |
| Du Qiong               | Tu Ch'iung         | 杜瓊                     | 杜琼                     | 1396–1474                             | |
| Fàn Kuān               | Fan K'uan          | 范寬                     | 范宽                     | dinastia Song                         | |
| Fan Qi                 | Fan Ch'i           | 樊圻                     | 樊圻                     | dinastia Qing                         | |
| Fāng Cóngyì            | Fang Ts'ung-i      | 方從義                   | 方从义                   | dinastia Yuan                         | |
| Fei Danxu              | Fei Tan-hsü        | 費丹旭                   | 费丹旭                   | dinastia Qing                         | |
| Fù Bàoshí              | Fu Pao-shih        | 傅抱石                   | 傅抱石                   | 1904–1965                             | Net Jenny Pat |
| Gai Qi                 | Kai Ch'i           | 改琦                     | 改琦                     | 1774–1829                             | |
| Gao Cen                | Kao Ts'en          | 高岑                     | 高岑                     | dinastia Qing                         | |
| Gāo Fènghàn            | Kao Feng-han       | 高鳳翰                   | 高凤翰                   | 1683–1749                             | |
| Gāo Kègōng             | Kao K'o-kung       | 高克恭                   | 高克恭                   | 1248–1310                             | |
| Gāo Qípeì              | Kao Ch'i-p'ei      | 高其佩                   | 高其佩                   | 1660–1734                             | |
| Gao Xiang              | Kao Hsiang         | 高翔                     | 高翔                     | 1688–1753                             | |
| Gong Kai               | Kung K'ai          | 龔開                     | 龚开                     | 1222–1307                             | |
| Gōng Xián              | Kung Hsien         | 龔賢                     | 龚贤                     | 1618–1689                             | |
| Gù Ān                  | Ku An              | 顧安                     | 顾安                     | c.1289-?                              | |
| Gù Hóngzhōng           | Ku Hung-chung      | 顧閎中                   | 顾闳中                   | c.937 - c.975                         | |
| Gù Kǎizhī              | Ku K'ai-chih       | 顧愷之                   | 顾恺之                   | c. 345-c. 406                         | |
| Gu Zhengyi             | Ku Cheng-i         | 顧正誼                   | 顾正谊                   | dinastia Ming                         | |
| Guan Daosheng          | Kuan Tao-sheng     | 管道升                   | 管道升                   | dinastia Yuan                         | |
| Guo Chun               | Kuo Ch'un          | 郭純                     | 郭纯                     | 1370–1444                             | |
| Guō Xī                 | Kuo Hsi            | 郭熙                     | 郭熙                     | 1020–1090                             | |
| Guo Zhongshu           | Kuo Chung-shu      | 郭忠恕                   | 郭忠恕                   | ?–977                                 | |
| Hán Gàn                | Han Kan            | 韓幹                     | 韩干                     | 706-783                               | |
| Hong Ren               | Hung Jen           | 弘仁                     | 弘仁                     | 1610–1664                             | Buddhist monk |
| Hú Jiéqīng             | Hu Chieh-ch'ing    | 胡絜青                   | 胡絜青                   | 1905–2001                             | |
| Hu Zao                 | Hu Tsao            | 胡慥                     | 胡慥                     | dinastia Qing                         | |
| Hu Zaobin              | Wu Cho-Bun         | 胡藻斌                   | 胡藻斌                   | 1897–1942                             | |
| Hua Yan                | Hua Yen            | 華喦                     | 华岩                     | dinastia Qing                         | |
| Huang Ding             | Huang Ting         | 黃鼎                     | 黄鼎                     | dinastia Qing                         | |
| Huang Ji               | Huang Chi          | 黃濟                     | 黄济                     | dinastia Ming                         | |
| Huáng Shèn             | Huang Shen         | 黃慎                     | 黄慎                     | 1687–1772                             | |
| Huáng Quán             | Huang Chüan        | 黃荃                     | 黄荃                     | 903-965                               | |
| Huáng Gōngwàng         | Huang Kung-wang    | 黃公望                   | 黄公望                   | 1269–1354                             | |
| Huáng Bīnhóng          | Huang Pin-hung     | 黃賓虹                   | 黄宾虹                   | 1864–1955                             | |
| Ji Kang                | Chi Kang           | 季康                     | 季康                     | final de la dinastia Qing fins a 2008 | |
| Ji Sheng               | Chi Sheng          | 計盛                     | 计盛                     | dinastia Ming                         | |
| Jiāo Bǐngzhēn          | Chiao Ping-chen    | 焦秉貞                   | 焦秉贞                   | 1689–1726                             | [ 2 ] [ 3 ] [ 4 ] [ 5 ] |
| Jiǎng Tíngxí           | Chiang T'ing-hsi   | 蔣廷錫                   | 蒋廷锡                   | 1669–1732                             | |
| Jin Nong               | Chin N'ung         | 金農                     | 金农                     | 1687–1764                             | |
| Jīn Tíngbiāo           | Chin T'ing-piao    | 金廷標                   | 金廷标                   | dinastia Qing                         | |
| Jū Cháo                | Chü Ch'ao          | 居巢                     | 居巢                     | 1811–1865                             | |
| Ju Lian                | Chü Lien           | 居廉                     | 居廉                     | 1828–1904                             | Arxivat 2009-04-17 a Wayback Machine.                                                                                            |
| Ke Jiusi               | K'o Chiu-ssu       | 柯九思                   | 柯九思                   | 1290–1343                             | Famós per la seva poesia |
| Kūn Cán                | K'un Ts'an         | 髡殘                     | 髡残                     | dinastia Qing                         | Monjo Budista |
| Lán Yīng               | Lan Ying           | 藍瑛                     | 蓝瑛                     | 1585–1664                             | |
| Lěng Mèi               | Leng Mei           | 冷枚                     | 冷枚                     | dinastia Qing                         | |
| Lǐ Chéng               | Li Ch'eng          | 李成                     | 李成                     | 919-967                               | |
| Li Di                  | Li Ti              | 李迪                     | 李迪                     | ca. 1100–després de 1197              | |
| Lǐ Fāngyīng            | Li Fang-ying       | 李方膺                   | 李方膺                   | 1695–1755                             | |
| Li Gonglin             | Li Gong-lin        | 李公麟,                  | 李公麟                   | 1049–1106                             | |
| Lǐ Kàn                 | Li K'an            | 李衎                     | 李衎                     | 1244–1320                             | |
| Li Keran               | Li K'e-jan         | 李可染                   | 李可染                   | 1907–1989                             | Pare de Li Xiaoke |
| Li Rongjin             | Li Jung-chin       | 李容瑾                   | 李容瑾                   | dinastia Yuan                         | |
| Lǐ Shàn                | Li Shan            | 李鱓                     | 李鳝                     | 1686?-al voltant el 1762              | |
| Li Shida               | Li Shih-ta         | 李士達                   | 李士达                   | dinastia Ming                         | |
| Li Shixing             | Li Shih-hsing      | 李士行                   | 李士行                   | 1282–1328                             | |
| Li Song                | Li Sung            | 李嵩                     | 李嵩                     | active 1190–1230                      | |
| Lǐ Táng                | Li T'ang           | 李唐                     | 李唐                     | 1047–1127                             | |
| Li Zai                 | Li Tsai            | 李在                     | 李在                     | ? - 1431                              | |
| Liáng Kǎi              | Liang K'ai         | 梁楷                     | 梁楷                     | dinastia Song del Sud                 | |
| Lín Liáng              | Lin Liang          | 林良                     | 林良                     | 1416–1480                             | |
| Lin Tinggui            | Lin T'ing-kuei     | 林庭珪                   | 林庭珪                   | dinastia Song del Sud                 | |
| Liu Haisu              | Liu Hai-su         | 劉海粟                   | 刘海粟                   | 1896–1994                             | |
| Liu Jue                | Liu Chüeh          | 劉玨                     | 刘珏                     | 1409–1472                             | |
| Liu Jun                | Liu Chün           | 劉俊                     | 刘俊                     | dinastia Ming                         | |
| Lǚ Jì                  | Lü Chi             | 呂紀                     | 吕纪                     | 1477-?                                | |
| Lu Guang               | Lu Kuang           | 陸廣                     | 陆广                     | dinastia Yuan                         | |
| Lù Zhì                 | Lu Chih            | 陸治                     | 陆治                     | dinastia Ming                         | |
| Luó Mù                 | Lo Mu              | 羅牧                     | 罗牧                     | 1622-?                                | |
| Luó Pìn                | Lo P'in            | 羅聘                     | 罗聘                     | 1733–1799                             | |
| Luo Zhichuan           | Lo Chih-ch'uan     | 羅稚川                   | 罗稚川                   | dinastia Yuan                         | |
| Ma Lin                 | Ma Lin             | 馬麟                     | 马麟                     | dinastia Song                         | |
| Ma Shi                 | Ma Shih            | 馬軾                     | 马轼                     | dinastia Ming                         | |
| Mǎ Wǎn                 | Ma Wan             | 馬琬                     | 马琬                     | dinastia Yuan                         | |
| Ma Yuan                | Ma Yüan            | 馬遠                     | 马远                     | dinastia Song                         | |
| Ma Yuanyu              | Ma Yüan-yü         | 馬元馭                   | 马元驭                   | dinastia Qing                         | |
| Méi Qīng               | Mei Ch'ing         | 梅清                     | 梅清                     | dinastia Qing                         | |
| Mi Fu                  | Mi Fu              | 米芾                     | 米芾                     | 1051–1107                             | Cal·lígraf |
| Miao Fu                | Miao Fu            | 繆輔                     | 缪辅                     | dinastia Ming                         | |
| Min Zhen               | Min Chen           | 閔貞                     | 闵贞                     | dinastia Qing                         | |
| Mu Qi                  | Mu Ch'i            | 牧谿                     | 牧谿                     | dinastia Song del Sud                 | |
| Ni Duan                | Ni Tuan            | 倪端                     | 倪端                     | 1436－1505                            | |
| Ni Tian                | Ni T'ien           | 倪田                     | 倪田                     | 1855–1919                             | |
| Ní Yuánlù              | Ni Yüan-lu         | 倪元璐                   | 倪元璐                   | 1593–1644                             | |
| Ní Zàn                 | Ni Tsan            | 倪瓚                     | 倪瓒                     | 1301–1374                             | |
| Pán Tiānshòu           | P'an T'ien-shou    | 潘天壽                   | 潘天寿                   | 1897–1971                             | |
| Pú Huá                 | P'u Hua            | 蒲華                     | 蒲华                     | dinastia Qing                         | |
| Pǔ Rú                  | P'u Hsin-yu        | 溥儒                     | 溥儒                     | 1887–1963                             | Arxivat 2010-07-10 a Wayback Machine.                                                                                            |
| Pǔ Xīnyú               | P'u Hsin-yu        | 溥心畬                   | 溥心畲                   | 1896－1963                            | Arxivat 2011-09-27 a Wayback Machine. Manxú, reialesa Qing                                                                       |
| Qí Báishí              | Ch'i Pai-shih      | 齊白石                   | 齐白石                   | 1863–1957                             | Arxivat 2004-06-06 a Wayback Machine.                                                                                            |
| Qian Du                | Ch'ien Tu          | 錢杜                     | 钱杜                     | dinastia Qing                         | |
| Qian Gu                | Ch'ien Ku          | 錢谷                     | 钱谷                     | 1508 - ?                              | |
| Qián Xuǎn              | Ch'ien Hsüan       | 錢選                     | 钱选                     | 1235–1305                             | |
| Qiú Yīng               | Ch'iu Ying         | 仇英                     | 仇英                     | dinastia Ming                         | |
| Qu Ding                | Ch'ü Ting          | 屈鼎                     | 屈鼎                     | dinastia Song                         | |
| Qu Qianmei             | Ch'ü Ch'ien-mei    | 瞿倩梅                   | 瞿倩梅                   | 1956-                                 | |
| Rèn Rénfā              | Jen Jen-fa         | 任仁發                   | 任仁发                   | 1254–1327                             | |
| Rèn Xióng              | Jen Hsiung         | 任熊                     | 任熊                     | 1823–1857                             | Germà de Ren Yi |
| Rèn Xūn                | Jen Hsün           | 任薰                     | 任薰                     | 1835–1893                             | |
| Rèn Yí                 | Jen I              | 任頤                     | 任颐                     | 1840–1896                             | Germà de Ren Xiong |
| Shang Xi               | Shang Hsi          | 商喜                     | 商喜                     | ca. 1430–1440                         | |
| Shao Mi                | Shao Mi            | 邵彌                     | 邵弥                     | 1592–1642                             | Monjo budista |
| Shěn Quán              | Shen Ch'üan        | 沈銓                     | 沈铨                     | 1682–1760                             | |
| Shen Shichong          | Shen Shih-ch'ung   | 沈士充                   | 沈士充                   | dinastia Ming                         | |
| Shěn Zhōu              | Shen Chou          | 沈周                     | 沈周                     | 1427–1509                             | Mestre de Wen Zhengming |
| Shèng Mào              | Sheng Mao          | 盛懋                     | 盛懋                     | dinastia Yuan                         | |
| Sheng Maoye            | Sheng Mao-yeh      | 盛茂燁                   | 盛茂烨                   | dinastia Ming                         | |
| Shi Rui                | Shih Jui           | 石銳                     | 石锐                     | dinastia Ming                         | |
| Shí Tāo                | Shih T'ao          | 石濤                     | 石涛                     | 1642–1707                             | |
| Emperador Song Huizong | Sung Hui-tsung     | 宋徽宗                   | 宋徽宗                   | 1080–1135                             | |
| Song Maojin            | Sung Mao-chin      | 宋懋晉                   | 宋懋晋                   | dinastia Ming                         | |
| Song Xu                | Sung Hsü           | 宋旭                     | 宋旭                     | dinastia Ming                         | |
| Sun Junze              | Sun Chün-tse       | 孫君澤                   | 孙君泽                   | dinastia Yuan                         | |
| Sūn Kèhóng             | Sun K'o-hung       | 孫克弘                   | 孙克弘                   | 1533–1611                             | |
| Sūn Lóng               | Sun Lung           | 孫隆                     | 孙隆                     | dinastia Ming                         | |
| Tang Di                | T'ang Ti           | 唐棣                     | 唐棣                     | dinastia Yuan                         | |
| Tang Yifen             | T'ang I-fen        | 湯貽汾                   | 汤贻汾                   | dinastia Qing                         | |
| Táng Yín               | T'ang Yin          | 唐寅                     | 唐寅                     | 1470–1523                             | El nom Zi és Bohu |
| Wáng Duó               | Wang Tuo           | 王鐸                     | 王铎                     | 1592–1652                             | Cal·lígraf |
| Wang E                 | Wang O             | 王諤                     | 王谔                     | dinastia Yuan                         | |
| Wáng Fú                | Wang Fu            | 王紱                     | 王绂                     | 1362–1416                             | |
| Wang Guxiang           | Wang Ku-hsiang     | 王谷祥                   | 王谷祥                   | 1501–1568                             | |
| Wang Hui               | Wang Hui           | 王翬                     | 王翚                     | dinastia Qing                         | |
| Wáng Jiàn              | Wang Jian          | 王鑒                     | 王 鉴                    | 1598–1677                             | |
| Wáng Jiǔjiāng          | Wang Chiu-chiang   | 王久江                   | 王久江                   | 1957–                                 | |
| Wáng Lǚ                | Wang Lü            | 王履                     | 王履                     | 1332-?                                | |
| Wáng Miǎn              | Wang Mien          | 王冕                     | 王冕                     | 1287–1359                             | |
| Wáng Méng              | Wang Meng          | 王蒙                     | 王蒙                     | 1308–1385                             | |
| Wáng qiucen            | Wáng Ch'iu-ts'en   | 王秋岑                   | 王秋岑                   | 1912–1993                             | |
| Wáng Shímǐn            | Wang Shih-min      | 王時敏                   | 王时敏                   | 1592–1680                             | |
| Wang Shishen           | Wang Shih-sen      | 汪士慎                   | 汪士慎                   | dinastia Qing                         | |
| Wáng Wéi               | Wang Wei           | 王維                     | 王维                     | 701-761                               | |
| Wáng Wǔ                | Wang Wu            | 王武                     | 王武                     | 1632–1690                             | |
| Wang Yi                | Wang I             | 王繹                     | 王绎                     | 1330 - ?                              | |
| Wang Yuan              | Wang Yüan          | 王淵                     | 王渊                     | dinastia Yuan                         | |
| Wang Yuanqi            | Wang Yüan-ch'i     | 王原祁                   | 王原祁                   | dinastia Qing                         | |
| Wáng Xīmèng            | Wang Hsi-meng      | 王希孟                   | 王希孟                   | ?-1120?                               | |
| Wáng Zhènpéng          | Wang Chen-p'eng    | 王振鵬                   | 王振鹏                   | dinastia Yuan                         | |
| Wang Zhongyu           | Wang Chung-yü      | 王仲玉                   | 王仲玉                   | dinastia Ming                         | |
| Wén Bórén              | Wen Po-jen         | 文伯仁                   | 文伯仁                   | 1502–1575                             | |
| Wen Jia                | Wen Chia           | 文嘉                     | 文嘉                     | 1501–1583                             | |
| Wén Tóng               | Wen T'ung          | 文同                     | 文同                     | 1018–1079                             | Nom estilitzat Yuke (与可) |
| Wén Zhēngmíng          | Wen Cheng-ming     | 文徵明                   | 文徵明                   | 1470–1559                             | Arxivat 2004-10-10 a Wayback Machine., Arxivat 2004-09-10 a Wayback Machine., també pare de Wen Jia                              |
| Wú Bīn                 | Wu Pin             | 吳彬                     | 吴彬                     | dinastia Ming                         | |
| Wú Chāngshuò           | Wu Ch'ang-shuo     | 吳昌碩                   | 吴昌硕                   | 1844–1927                             | |
| Wu Daozi               | Wu Tao-tzu         | 吳道子                   | 吴道子                   | 710-780                               | |
| Wú Dàoxuán             | Wu Tao-hsan        | 吳道玄                   | 吴道玄                   | 685-758                               | |
| Wu Guanzhong           | Wu Kuan-chung      | 吳冠中                   | 吴冠中                   | 1919-2010                             | |
| Wú Hóng                | Wu Hung            | 吳宏                     | 吴宏                     | dinastia Qing                         | |
| Wú Lì                  | Wu Li              | 吳歷                     | 吴历                     | 1632–1718                             | |
| Wu Shixian             | Wu Shih-hsien      | 吳石仙                   | 吴石仙                   | dinastia Qing                         | |
| Wu Wei                 | Wu Wei             | 吳偉                     | 吴伟                     | 1459–1508                             | |
| Wú Zhèn                | Wu Chen            | 吳鎮                     | 吴镇                     | 1280–1354                             | |
| Wú Zuòrén              | Wu Tso-jen         | 吳作人                   | 吴作人                   | 1908–1997                             | |
| Xi Gang                | Hsi Kang           | 奚岡                     | 奚冈                     | dinastia Qing                         | |
| Xià Chǎng              | Hsia Ch'ang        | 夏昶                     | 夏昶                     | 1388–1470                             | |
| Xia Gui                | Hsia Kui           | 夏圭                     | 夏圭                     | dinastia Song                         | |
| Xia Shuwen             | Hsia Shu-wen       | 夏叔文                   | 夏叔文                   | dinastia Ming                         | |
| Xia Yong               | Hsia Yung          | 夏永                     | 夏永                     | dinastia Yuan                         | |
| Xiàng Shèngmó          | Hsiang Sheng-mo    | 項聖謨                   | 项圣谟                   | 1597–1658                             | |
| Xiāo Yúncóng           | Hsiao Yün-ts'ung   | 蕭雲從                   | 萧云从                   | 1596–1673                             | |
| Xie Huan               | Hsieh Huan         | 謝環                     | 谢环                     | (c. 1370-1450)                        | |
| Xiè Shíchén            | Hsieh Shih-ch'en   | 謝時臣                   | 谢时臣                   | 1488-?                                | |
| Xie Sun                | Hsieh Sun          | 謝蓀                     | 谢荪                     | dinastia Qing                         | |
| Xú Bēihóng             | Hsü Pei-hung       | 徐悲鴻                   | 徐悲鸿                   | 1895–1953                             | El seu fill major era Xu Boyang                                                                                                  |
| Xǔ Dàoníng             | Hsü Tao-ning       | 許道寧                   | 许道宁                   | dinastia Song                         | |
| Xū Gǔ                  | Hsü Ku             | 虛谷                     | 虚谷                     | dinastia Qing                         | |
| Xú Wèi                 | Hsü Wei            | 徐渭                     | 徐渭                     | 1521–1593                             | |
| Xú Xī                  | Hsü Hsi            | 徐熙                     | 徐熙                     | 937-975                               | |
| Yan Hui                | Yen Hui            | 顏輝                     | 颜辉                     | dinastia Yuan                         | |
| Yán Lìběn              | Yen Li-pen         | 閻立本                   | 阎立本                   | ?-673                                 | |
| Yang Borun             | Yang Pojun         | 楊伯潤                   | 杨伯润                   | dinastia Qing                         | |
| Yang Jin               | Yang Chin          | 楊晉                     | 杨晋                     | dinastia Qing                         | |
| Yáng Wéizhēn           | Yang Wei-chen      | 楊維楨                   | 杨维桢                   | 1296–1370                             | |
| Yao Tingmei            | Yao T'ing-mei      | 姚廷美                   | 姚廷美                   | dinastia Yuan                         | |
| Yè Xīn                 | Yeh Hsin           | 葉欣                     | 叶欣                     | dinastia Qing                         | |
| Yì Yuánjí              | I Yüan-chi         | 易元吉                   | 易元吉                   | (ca. 1000 - ca. 1064)                 | Famós per les seves pintures de micos                                                                                            |
| Yuan Jiang             | Yüan Chiang        | 袁江                     | 袁江                     | dinastia Qing                         | |
| Yuan Yao               | Yüan Yao           | 袁耀                     | 袁耀                     | dinastia Qing                         | |
| Yun Shouping           | Yün Shou-p'ing     | 惲壽平                   | 恽寿平                   | 1633–1690                             | |
| Yu Zhiding             | Yü Chih-ting       | 禹之鼎                   | 禹之鼎                   | 1647–1716                             | |
| Zeng Jing              | Tseng Ching        | 曾鯨                     | 曾鲸                     | 1568–1650                             | |
| Zha Shibiao            | Cha Shih-piao      | 查士標                   | 查士标                   | 1615–1698                             | |
| Zhǎn Zǐqián            | Chan Tzu-ch'ien    | 展子虔                   | 展子虔                   | dinastia Sui                          | |
| Zhāng Dàqiān           | Chang Ta-ch'ien    | 張大千                   | 张大千                   | 1899–1983                             | |
| Zhang Lu               | Chang Lu           | 張路                     | 张路                     | 1464–1538                             | |
| Zhāng Sēngyáo          | Chang Seng-yao     | 張僧繇                   | 张僧繇                   | 502-557                               | |
| Zhang Shengwen         | Chang Sheng-wen    | 張勝溫                   | 张胜温                   | active 1163–1189                      | |
| Zhang Shunzi           | Chang Shun-tzu     | 張舜咨                   | 张舜咨                   | dinastia Yuan                         | |
| Zhāng Shūqí            | Chang Shu-ch'i     | 張書旂                   | 张书旗                   | 1900–1957                             | Arxivat 2004-09-09 a Wayback Machine.                                                                                            |
| Zhang Wo               | Chang Wo           | 張渥                     | 张渥                     | dinastia Yuan                         | |
| Zhāng Xuān             | Chang Hsüan        | 張萱                     | 张萱                     | dinastia Tang                         | |
| Zhang Yan              | Chang Yen          | 張彥                     | 张彦                     | dinastia Ming                         | |
| Zhang Yin              | Chang Yin          | 張吟                     | 张吟                     | dinastia Qing                         | |
| Zhāng Zéduān           | Chang Tse-tuan     | 張擇端                   | 张择端                   | dinastia Song del Nord                | |
| Zhang Zongcang         | Chang Tsung-ts'ang | 張宗蒼                   | 张宗苍                   | dinastia Qing                         | |
| Zhào Jí                | Chao Chi           | 赵藩                     | 赵藩                     | 1082–1135                             | Emperador Huizong, dinastia Song (宋徽宗)                                                                                        |
| Zhào Fan               | Chao Fan           | 赵藩                     | 赵藩                     | 1851–1927                             | Cal·lígraf, dinastia Qing |
| Zhào Mèngfǔ            | Chao Meng-fu       | 趙孟頫                   | 赵孟頫                   | 1254–1322                             | Cal·lígraf |
| Zhao Yong              | Chao Yung          | 趙雍                     | 赵雍                     | dinastia Yuan                         | |
| Zhao Yuan              | Chao Yüan          | 趙原                     | 赵原                     | dinastia Yuan                         | |
| Zhào Zhīqiān           | Chao Chih-ch'ien   | 趙之謙                   | 赵之谦                   | 1829–1884                             | Seal Carver, Cal·lígraf |
| Zhao Zuo               | Chao Tso           | 趙左                     | 赵左                     | dinastia Ming                         | |
| Zhèng Xiè              | Cheng Hsieh        | 鄭燮                     | 郑燮                     | 1693–1765                             | nom estilitzat Bǎnqiáo 板橋; enllaços ext.: Arxivat 2005-02-05 a Wayback Machine. (xinès), Arxivat 2004-10-10 a Wayback Machine. |
| Zhou Chen              | Chou Ch'en         | 周臣                     | 周臣                     | dinastia Ming                         | |
| Zhōu Fǎng              | Chou Fang          | 周昉                     | 周昉                     | al voltant 730-800                    | |
| Zhou Jichang           | Chou Chi-ch'ang    | 周季常                   | 周季常                   | dinastia Song                         | |
| Zhou Shuxi             | Chou Shu-hsi       | 周淑禧                   | 周淑禧                   | 1624–1705                             | |
| Zhou Wenjing           | Chou Wen-ching     | 周文靖                   | 周文靖                   | dinastia Ming                         | |
| Zhou Zhimian           | Chou Chih-mien     | 周之冕                   | 周之冕                   | dinastia Ming                         | |
| Zhū Dā                 | Chu Ta             | 朱耷                     | 朱耷                     | 1626–1705                             | malnom de Bada Shanren, monjo budista                                                                                            |
| Zhu Derun              | Chu Te-jun         | 朱德潤                   | 朱德润                   | dinastia Yuan                         | |
| Zhu Zhanji             | Chu Chan-chi       | 朱瞻基                   | 朱瞻基                   | 1398–1435                             | Conegut com l'Emperador Xuande, dinastia Ming                                                                                    |
| Zou Yigui              | Tsou I-kui         | 鄒一桂                   | 邹一桂                   | dinastia Qing                         | |
| Zou Zhe                | Tsou Che           | 鄒喆                     | 邹喆                     | dinastia Qing                         | |